# (674118) 2015 KH162
(674118) 2015 KH162 — великий транснептуновий об'єкт, який належить до об'єктів Розсіяного диска. Відкритий у травні 2015 року в сузір'ї Змії за допомогою телескопа Обсерваторії Кека. Відкриття анонсоване 23 лютого 2016 року.
Орбіта (674118) 2015 KH162 пролягає на відстані 9,3 млрд км від Сонця. Це приблизно вдвічі далі, ніж Плутон. За розрахунками, діаметр (674118) 2015 KH162 становить 400—800 км. Якщо альбедо (тобто відсоток світла, яке відбиває об'єкт) дорівнює 0,11, а абсолютна магнітуда становить 4,1, то діаметр (674118) 2015 KH162 складе 621 км. Оскільки його яскравість надто висока для об'єкта, розташованого на відстані 59 а. о., можливо, він є карликовою планетою.